# Anna van der Breggen
Anna van der Breggen (Zwolle, 18 aprile 1990) è una ciclista su strada, ciclocrossista e dirigente sportiva olandese che corre per il Team SD Worx-Protime.
Scalatrice e specialista delle cronometro, attiva tra le Elite dal 2009 al 2021 e di nuovo dal 2025, in carriera ha vinto quattro Giri d'Italia, l'oro olimpico in linea ai Giochi di Rio de Janeiro 2016, il titolo mondiale in linea a Innsbruck nel 2018, i titoli mondiali a cronometro e in linea a Imola nel 2020, due titoli europei Elite, uno in linea e uno a cronometro, oltre a sette Frecce Valloni (consecutive), due Liegi-Bastogne-Liegi e un Giro delle Fiandre. Dal 2022 al 2024 ha ricoperto il ruolo di direttore sportivo del Team SD Worx.

## Carriera

### Gli esordi
Comincia a gareggiare nel ciclismo nel 1998. Nel 2009 viene messa sotto contratto dal Team Flexpoint, sodalizio UCI con cui gareggia per la prima volta nelle gare di Coppa del mondo, al Giro d'Italia e al Thüringen Rundfahrt.
Dopo due stagioni di crescita in una formazione non UCI, la WV Noordwesthoek (corre spesso con i colori delle selezioni olandesi), nel 2012 passa al team Sengers Ladies. Durante l'annata ottiene le prime vittorie internazionali - tre tappe e la classifica finale al Tour de Bretagne, una frazione al Tour en Limousin ma soprattutto il titolo europeo a cronometro Under-23 nella rassegna continentale svoltasi a Goes - e chiude inoltre quinta nella prova in linea Elite dei campionati del mondo di Valkenburg.
Nel 2013, pur confermandosi tra le migliori atlete a livello mondiale, non ottiene vittorie: è quarta alla Freccia Vallone, all'Emakumeen Euskal Bira e al Thüringen Rundfahrt, terza al Grand Prix de Plouay e quarta in linea ai campionati del mondo di Firenze.

### 2014-2016: le vittorie alla Rabo-Liv
Trasferitasi alla forte Rabo-Liv (la squadra di Marianne Vos) per il 2014, torna al successo nella primavera di quell'anno, aggiudicandosi prima la Dwars door de Westhoek e poi la classifica finale del Festival Luxembourgeois Elsy Jacobs; in marzo era stata anche seconda al Ronde van Drenthe e quarta al Trofeo Alfredo Binda, gare di Coppa del mondo. Nella seconda parte di stagione conclude terza al Giro d'Italia, su un podio finale monopolizzato dalla Rabo-Liv (vince Vos davanti a Pauline Ferrand-Prévot), e conquista quindi una tappa e la graduatoria generale del Tour of Norway, e una frazione al Belgium Tour, in cui chiude seconda.
Confermata in maglia Rabo-Liv, nella prima parte del 2015 ottiene numerosi risultati di livello: fa suoi l'Omloop Het Nieuwsblad, due tappe all'Energiewacht Tour, la Freccia Vallone, ancora la classifica finale del Festival Luxembourgeois Elsy Jacobs e il titolo nazionale a cronometro, e si classifica inoltre terza al Trofeo Alfredo Binda, al Giro delle Fiandre e nella prova su strada dei Giochi europei di Baku. In luglio riesce quindi a conquistare il prestigioso Giro d'Italia - in quella corsa, dopo essere stata seconda per diverse tappe, si aggiudica la cronometro finale di Nebbiuno strappando la maglia rosa a Megan Guarnier - mentre due settimane dopo fa sua la Course by Le Tour de France sugli Champs-Élysées di Parigi. In settembre ai campionati del mondo su strada di Richmond conquista infine due medaglie d'argento individuali, sia a cronometro che in linea (battuta da Linda Villumsen e da Elizabeth Deignan, rispettivamente), oltre al bronzo nella cronometro a squadre.
Nel 2016, dopo alcuni piazzamenti nelle classiche di primavera, si aggiudica l'Omloop van de IJsseldelta e la sua seconda Freccia Vallone; al Giro d'Italia, dopo un inizio non brillante, riesce a rimontare, anche grazie alla seconda piazza nella cronometro di Varazze, fino al terzo posto finale. Dopo il Giro si presenta al via delle due prove olimpiche di ciclismo a Rio de Janeiro: nella gara in linea è brava a rimanere nel quartetto di testa e infine a prevalere in una volata a tre su Emma Johansson e Elisa Longo Borghini, conquistando l'oro olimpico, mentre in quella a cronometro fa sua la medaglia di bronzo. Forte della forma dimostrata, in settembre ai campionati europei su strada di Plumelec si aggiudica l'argento nella gara a cronometro, battuta dalla connazionale Ellen van Dijk, e la medaglia d'oro nella prova in linea, precedendo in una volata ristretta Katarzyna Niewiadoma e ancora Longo Borghini.

### Dal 2017: Boels-Dolmans
Nel 2017 lascia dopo tre anni la Rabo-Liv e, come annunciato nel luglio precedente, va a rinforzare le file della squadra n. 1 al mondo, l'olandese Boels-Dolmans. In primavera, dopo il secondo posto allo Healthy Ageing Tour, fa sue le tre gare del nuovo trittico delle Ardenne femminile: nell'arco di una settimana conquista infatti l'Amstel Gold Race (prima edizione dopo tredici anni di interruzione), la Freccia Vallone per la terza volta consecutiva e infine la prima storica edizione della Liegi-Bastogne-Liegi femminile. Dopo l'exploit nelle Ardenne vola in Stati Uniti e conquista, pur senza vittoria di tappa, la classifica finale del Tour of California (valido per il Women's World Tour). Rientrata in Europa, è protagonista anche al Giro d'Italia: nella "Corsa rosa" veste il simbolo del primato già al termine della seconda tappa, e, nonostante gli attacchi di Longo Borghini e della connazionale Annemiek van Vleuten, riesce a mantenere la leadership fino a Torre del Greco, sede d'arrivo finale, conquistando, pur senza vittorie individuali parziali, il suo secondo Giro d'Italia.

## Palmarès

### Strada
- 2012 (Sengers Ladies Cycling Team, sei vittorie)

1ª tappa Tour de Bretagne (Radenac > Mohon)
2ª tappa Tour de Bretagne (Yffiniac, cronometro)
4ª tappa Tour de Bretagne (Plonéour-Lanvern > Dinéault)
Classifica generale Tour de Bretagne
2ª tappa Tour en Limousin (Bourganeuf > Bosmoreau-les-Mines)
Campionati europei, prova a cronometro Under-23 (con la Nazionale olandese)
- 2014 (Rabo-Liv Women Cycling Team, sette vittorie)

Dwars door de Westhoek
1ª tappa Festival Luxembourgeois Elsy Jacobs (Garnich > Garnich)
Classifica generale Festival Luxembourgeois Elsy Jacobs
Omloop van de IJsseldelta
1ª tappa Tour of Norway (Strömstad > Halden)
Classifica generale Tour of Norway
4ª tappa Belgium Tour (Geraardsbergen > Geraardsbergen)
- 2015 (Rabo-Liv Women Cycling Team, undici vittorie)

Omloop Het Nieuwsblad
Prologo Energiewacht Tour (Winsum, cronometro)
5ª tappa Energiewacht Tour (Borkum > Borkum)
Freccia Vallone
1ª tappa Festival Luxembourgeois Elsy Jacobs (Garnich, cronometro)
Classifica generale Festival Luxembourgeois Elsy Jacobs
Campionati olandesi, prova a cronometro
8ª tappa Giro d'Italia (Pisano > Nebbiuno, cronometro)
Classifica generale Giro d'Italia
La Course by Le Tour de France
4ª tappa Belgium Tour (Lierde > Geraardsbergen)
- 2016 (Rabo-Liv Women Cycling Team, quattro vittorie)

Omloop van de IJsseldelta
Freccia Vallone
Giochi olimpici, prova in linea (con la Nazionale olandese)
Campionati europei, prova in linea (con la Nazionale olandese)
- 2017 (Boels-Dolmans Cycling Team, sei vittorie)

Amstel Gold Race
Freccia Vallone
Liegi-Bastogne-Liegi
Classifica generale Tour of California
Classifica generale Giro d'Italia
5ª tappa Holland Tour (Stramproy > Vaals)
- 2018 (Boels-Dolmans Cycling Team, sette vittorie)

Strade Bianche
Giro delle Fiandre
1ª tappa Healthy Ageing Tour (Heerenveen, cronometro)
Freccia Vallone
Liegi-Bastogne-Liegi
Durango-Durango Emakumeen Saria
Campionati del mondo, prova in linea (con la Nazionale olandese)
- 2019 (Boels-Dolmans Cycling Team, cinque vittorie)

Freccia Vallone
1ª tappa Tour of California (Ventura > Ventura)
Classifica generale Tour of California
9ª tappa Giro d'Italia (Gemona del Friuli > Chiusaforte)
Grand Prix de Plouay - Lorient Agglomération
- 2020 (Boels-Dolmans Cycling Team, otto vittorie)

2ª tappa Setmana Ciclista Valenciana (Agost > Finestrat)
Classifica generale Setmana Ciclista Valenciana
Campionati olandesi, prova in linea
Campionati europei, prova a cronometro
Classifica generale Giro d'Italia
Campionati del mondo, prova a cronometro (con la Nazionale olandese)
Campionati del mondo, prova in linea (con la Nazionale olandese)
Freccia Vallone
- 2021 (Team SD Worx, dieci vittorie)

Omloop Het Nieuwsblad
Freccia Vallone
Gran Premio Ciudad de Eibar
Durango-Durango Emakumeen Saria
4ª tappa Vuelta a Burgos (Quintanar de la Sierra > Lagunas de Neila)
Classifica generale Vuelta a Burgos
Campionati olandesi, prova a cronometro
2ª tappa Giro d'Italia (Boves > Prato Nevoso)
4ª tappa Giro d'Italia (Formazza, Fondovalle > Formazza/Riale Cascata del Toce, cronometro)
Classifica generale Giro d'Italia

#### Altri successi
- 2012 (Sengers Ladies Cycling Team)

Classifica a punti Tour de Bretagne
Classifica giovani Tour de Bretagne
Classifica giovani Tour en Limousin
2ª tappa, 2ª semitappa Trophée d'Or (Orval, cronosquadre)
- 2014 (Rabo-Liv Women Cycling Team)

Classifica scalatrici Emakumeen Euskal Bira
Classifica a punti Tour of Norway
2ª tappa Belgium Tour (Blaugies > Warquignies, cronosquadre)
Classifica scalatrici Belgium Tour
- 2015 (Rabo-Liv Women Cycling Team)

Open de Suède Vargarda TTT (cronosquadre)
Classifica scalatrici Belgium Tour
- 2017 (Boels-Dolmans Cycling Team)

2ª tappa Healthy Ageing Tour (Baflo, cronosquadre)
1ª tappa Giro d'Italia (Aquileia > Grado, cronosquadre)
Vargarda UCI Women's WorldTour TTT (cronosquadre)
- 2018 (Boels-Dolmans Cycling Team)

3ª tappa, 2ª semitappa Healthy Ageing Tour (Stadskanaal, cronosquadre)
Classifica a punti Emakumeen Bira
Vargarda UCI Women's WorldTour TTT (cronosquadre)
- 2019 (Boels-Dolmans Cycling Team)

Classifica a punti Tour of California
- 2021 (Team SD Worx)

Classifica a punti Vuelta a Burgos
Classifica scalatrici Vuelta a Burgos

### Ciclocross
- 2012-2013 (Sengers Ladies Cycling Team)

Veldrit Ureterp (Ureterp)
Veldrit Boxtel (Boxtel)
Kerstveldrit (Reusel)
- 2013-2014 (Rabo-Liv Women Cycling Team)

Veldrit Boxtel (Boxtel)
- 2014-2015 (Rabo-Liv Women Cycling Team)

Veldrit Boxtel (Boxtel)
Kerstveldrit (Reusel)
- 2015-2016 (Rabo-Liv Women Cycling Team)

Centrumcross (Surhuisterveen)
- 2017-2018 (Boels-Dolmans Cycling Team)

Veldrit Boxtel (Boxtel)

## Piazzamenti

### Grandi Giri
- Giro d'Italia

2009: non partita (5ª tappa)
2010: 43ª
2011: 89ª
2012: 22ª
2013: 18ª
2014: 3ª
2015: vincitrice
2016: 3ª
2017: vincitrice
2019: 2ª
2020: vincitrice
2021: vincitrice
2025: 6ª

### Competizioni mondiali
- Campionati del mondo su strada

Aguascalientes 2007 - In linea Junior: 5ª
Città del Capo 2008 - In linea Junior: 18ª
Limburgo 2012 - Cronometro Elite: 12ª
Limburgo 2012 - In linea Elite: 5ª
Toscana 2013 - Cronosquadre: 9ª
Toscana 2013 - In linea Elite: 4ª
Richmond 2015 - Cronosquadre: 3ª
Richmond 2015 - Cronometro Elite: 2ª
Richmond 2015 - In linea Elite: 2ª
Doha 2016 - Cronosquadre: 8ª
Doha 2016 - Cronometro Elite: 13ª
Doha 2016 - In linea Elite: 87ª
Bergen 2017 - Cronosquadre: 2ª
Bergen 2017 - Cronometro Elite: 2ª
Bergen 2017 - In linea Elite: 8ª
Innsbruck 2018 - Cronosquadre: 2ª
Innsbruck 2018 - Cronometro Elite: 2ª
Innsbruck 2018 - In linea Elite: vincitrice
Yorkshire 2019 - Cronometro Elite: 2ª
Yorkshire 2019 - In linea Elite: 2ª
Imola 2020 - Cronometro Elite: vincitrice
Imola 2020 - In linea Elite: vincitrice
Fiandre 2021 - In linea Elite: 89ª
- Coppa del mondo/World Tour

2011: 70ª
2012: 17ª
2013: 4ª
2014: 4ª
2015: 2ª
2016: 7ª
2017: vincitrice
2018: 3ª
2019: 5ª
2020: 4ª
2021: 6ª
- Giochi olimpici

Rio de Janeiro 2016 - In linea: vincitrice
Rio de Janeiro 2016 - Cronometro: 3ª
Tokyo 2020 - In linea: 15ª
Tokyo 2020 - Cronometro: 3ª

### Competizioni continentali
- Campionati europei su strada

Sofia 2007 - In linea Junior: 61ª
Stresa 2008 - In linea Junior: 6ª
Offida 2011 - In linea Under-23: 21ª
Goes 2012 - Cronometro Under-23: vincitrice
Plumelec 2016 - Cronometro Elite: 2ª
Plumelec 2016 - In linea Elite: vincitrice
Herning 2017 - Cronometro Elite: 3ª
Herning 2017 - In linea Elite: 69ª
Glasgow 2018 - In linea Elite: 8ª
Glasgow 2018 - Cronometro Elite: 2ª
Plouay 2020 - Cronometro Elite: vincitrice
Plouay 2020 - In linea Elite: 21ª
- Giochi europei

Baku 2015 - In linea: 3ª
Minsk 2019 - In linea: 55ª